# Vespa capitata
Vespa capitata är en getingart som beskrevs av Geoffroy 1785. Vespa capitata ingår i släktet bålgetingar, och familjen getingar. Inga underarter finns listade i Catalogue of Life.